# Руссо, Коннер
Коннер Руссо (нидерл. Conner Rousseau, род. 13 ноября 1992) — бельгийский политик социал-демократической партии Фланрии «Vooruit» (ру. Вперёд). В 2019 году он был избран членом парламента Фландрии и в том же году стал самым молодым председателем партии в Бельгии. В течение своего председательства обеспечил возрождение социал-демократической партии, среди прочего, с переименованием партии с «sp.a» в «Vooruit». В конце 2023 года Руссо ушёл в отставку с поста председателя и члена парламента Фландрии из-за скандала в связи с его личной жизнью. Этот скандал возник после того, как Руссо сделал расистские и сексистские заявления в сентябре 2023 года.

## Семья и обучение
Коннер Руссо — сын Кристель Хеертс и Джона Руссо. Кристель Хеертс — бывший политик социал-демократической партии Фландрии, бывшая учительница геронтологии, и бывший мэр города Синт-Никлас. Джон Руссо 38 лет работал генеральным директором молодёжного отеля социалистического движения «De Barkentijn» в городе Ньивпорт. Он также был членом представительного органа местного самоуправления «Pro Nieuwpoort», который был местным партийным списком партии «Vooruit», и выступал в баскетбольной команде «BC Oostende». У Коннера Руссо есть сестра, которая на 4 года младше, и сводный брат, который на 19 лет старше его.
Коннер Руссо учился в средней школе Sint-Jozef-Klein-Seminarie в Синт-Никласе до 2011 года. Потом он поступил в Гентский университет на факультет Права. Он закончил университет в 2018 году.
После окончания университета Руссо был консультантом по коммуникации, сначала для фламандского министра Фреи Ван ден Боссе, и потом для тогдашнего председателя партии «sp.a» Джона Кромбе. С 2017 года по 2019 год он работал директором по коммуникациям в «sp.a».

## Политическая карьера
На выборах в парламент Фландрии 2019 года Коннер Руссо неожиданно стал главным кандидатом в партийном списке социал-демократической партии в Восточной Фландрии. Руссо был избран, набрав 17 438 голосов. После своего избрания он сразу же был назначен лидером фракции партии в парламенте Фландрии.

### Председательство
В сентябре 2019 года Руссо выставил свою кандидатуру на пост председателя «sp.a», вместо Джона Кромбе. 8 ноября 2019 года он был избран председателем, получив 72 % голосов. Он победил Ханнеса де Реу и Кристль Ван дер Паал. Так как в партии «sp.a» запрещено занимать и должность председателя партии, и должность члена фламандского парламента, Руссо собрался уйти в отставку с поста члена парламента. Однако фракция единогласно попросила, чтобы для Руссо было сделано исключение из правил, так чтобы он мог остаться членом парламента. Это предложение было вынесено на партийный съезд 14 декабря 2019, где 55 % членов согласились. Но Руссо всё-таки ушёл в отставку с поста лидера фракции, и Ханнелоре Гуман заняла эту должность.
Коннер также играл важную роль в создании федерального правительства в 2019—2020 годах. Он тогда взял инициативу для того, чтобы снова начать переговоры между партиями после того, как они зашли в тупик в марте 2020 года.

### Vooruit
Будучи председателем партии, Руссо также решил изменить название «sp.a» на «Vooruit». Обычно это изменение названия должно было быть введено в декабре 2020 года, но из-за пандемии коронавируса переименование партии произошло только в марте 2021 года.
В июне 2023 года Руссо был единственным кандидатом на выборах председателя партии «Vooruit». Он был переизбран, получив 95,6 % голосов. 17 ноября 2023 года Руссо ушёл в отставку с поста председателя партии после скандала из-за его неуместных высказываний в адрес цыган. На следующий день, 18 ноября 2023 года, его сменила Мелисса Депратере. 7 декабря 2023 года Руссо также объявил об отставке с поста члена парламента Фландрии.
В ноябре 2023 года партия объявила о том, что на выборах в парламент Фландрии 2024 года Руссо будет занимать первое место в партийном списке «Vooruit» в избирательном округе Восточной Фландрии. В январе 2024 года это решение на провинциальном съезде партии должны были подтвердить. Но в конце концов Руссо решил отказаться от первого места в партийном списке, потому что он ещё не был готов играть главную роль в кампании «Vooruit» после скандала. Партия потом предложила ему последнее место в партийном списке в Восточной Фландрии, и 10 апреля 2024 Руссо публично согласился.

## Скандалы

### Возможное нарушение мер по профилактике коронавируса
В конце июля 2020 года в СМИ появилась полемика, потому что на право-сатирическом новостном сайте «’t Scheldt» было опубликовано видео о Коннере Руссо. На видео было видно, как Коннер Руссо без маски танцует в толпе на свадьбе на юге Франции. Согласно новостному сайту, Коннер на свадьбе нарушил меры социального дистанцирования в связи с пандемией коронавируса. Но Руссо утверждал, что свадьба состоялась в ближайшем кругу, под открытым небом, и полностью в соответствии с мерами, которые тогда были в силе во Франции. Кроме того, он объявил, что он сразу провёл тестирование на COVID-19, когда вернулся в Бельгию, и результат теста был отрицательным.

### Расистские и сексистские заявления
В конце сентября 2023 года произошёл конфликт между Коннером Руссо и СМИ «Het Laatste Nieuws» (ру. «Последние новости») и «VTM Nieuws», потому что по просьбе Руссо был наложен судебный запрет на публикацию нескольких отрывков из протокола против Руссо. Этот протокол был составлен полицией Синт-Никласа 13 сентября. Согласно протоколу Руссо в ночь на 2 сентября сделал «возможно расистские заявления» в разговоре с полицейскими, работающими той ночью. Судебное решение вызвало споры, потому что решение было принято на основе односторонного прошения, не принимая во внимание аргументы противной стороны.
Разные эксперты заявили, что такой судебный запрет по публикации новостей, наложенный беспрекословно на основе прошения политика — очень необычно, и даже является нарушением конституции Бельгии и запрета на предварительную цензуру. Поэтому холдинговая компания DPG Media, которой принадлежат газета «Het Laatste Nieuws» и канал «VTM», решила обжаловать решение суда. Фламандская группа интересов журналистов «de Vlaamse Vereniging van Journalisten» тоже обжаловала судебное решение.
5 октября 2023 года Руссо провёл пресс-конференцию, на которой он «искренно извинился» за заявления о цыганской общине, которые он сделал в состоянии опьянения. Он заявил, что он никому не хотел навредить. После пресс-конференции, «Het Laatste Nieuws» и «VTM Nieuws» решили опубликовать отрывки из протокола. Независимый центр для обеспечения равных возможностей «Unia» потом начал исследование инцидента на предмет расизма и подстрекательства к насилию.
16 ноября газета «Het Nieuwsblad» опубликовала заявления Руссо. В этих заявлениях он неуместно высказался не только о цыганской общине, но и о прохожем с ирокезом. Руссо также сделал сексистские заявления о подруге. 17 ноября «Het Nieuwsblad» опубликовала ещё больше заявлений Руссо из протокола и видео нагрудной камеры полицейских. После публикации этих заявлений, Руссо в тот же день решил уйти в отставку с поста председателя партии «Vooruit».